# Pascagoula River
Pascagoula River er en flod der løber i delstaten Mississippi i USA. Den munder ud i den Mexicanske Golf mellem byerne New Orleans og Mobile. Selve Pascagoula er 130 km lang, men inklusive den længste biflod er flodsystemet 470 km langt. Landskabet er i stor grad sumpmark. Nederst former den et bayou-miljø, og deler sig i et forgrenet delta. Floden har ingen opstemninger, og har et afvandingsområde på 23.000 km² i det sydøstlige hjørne af staten Mississippi.
Chickasawhay River er den største og østlige biflod, der er 340 km lang. Dette tilløb har en sekundær biflod, Okatibbee, som er opdæmmet nord for byen Meridian mod øst i delstaten, og løber derfra ret mod syd.
Leaf River er den vestlige og næststørste af de to hovedtilløb. Den er 290 km lang, og er en gammel færdselsåre i området. Nedre del av floden har været genstand for kritik pga. forurening fra en papirfabrik ved vandløbet.